# Жиздра (місто)
Жи́здра (рос. Жиздра) — місто у Калузькій області Росії, адміністративний центр Жиздринського району, утворює міське поселення «Місто Жиздра».
Населення — 5509 чол. (2015)

## Географія
Місто розташоване на річці Жиздра, за 180 км на південний захід від Калуги, приблизно за 300 км на північний захід від Москви.

## Історія
В XVI столітті через селище проходила прикордонна смуга Московської держави.
17 жовтня 1777 року указом імператриці Катерини II село Жиздра стає повітовим містом Жиздринського повіту Калузького намісництва (з 1796 року — Калузької губернії).
В 1890 році місто наполовину вигоріло.
В 1895 році закладено сад-дендрарій, який здобув «Малу золоту медаль» на Паризькій виставці в 1900 році. До 1917 року щорічно проводилися дві великі ярмарки, на яких торгували овчинами, шкіряними виробами, щетиною, парусиною, рогожею, пенькою, ликом, олією та виробами з дерева.
З 1929 року місто — центр Жиздринського району Брянського округу Західної області.
В 1943 році місто було повністю зруйноване відступаючими німецькими військами (див. Жиздринська операція)
З 1944 року Жиздра входить до складу Калузької області.

## Економіка
Економіка: деревообробні підприємства, молочний завод, лікеро-горілчаний завод, лимонадний завод.

## Відомі особистості
В поселенні народився:
- Тимошин Юрій Васильович (1925—1998) — український вчений-геофізик.